# Audrey Koumba
Adjane Audrey Koumba (sinh ngày 8 tháng 4 năm 1989 tại Libreville) là một judoka người Gabon. Cô đã tham dự Thế vận hội Mùa hè 2012 trong nội dung -78 kg và bị loại trong trận đấu thứ hai bởi Abigél Joó của Hungary.